# Yūdai Nagano
Yūdai Nagano (永野 雄大, Nagano Yūdai), né le 15 octobre 1998 dans la préfecture d'Ibaraki, est un escrimeur japonais dont l'arme de prédilection est le fleuret.

## Carrière
En 2021, Nagano est remplaçant dans le tournoi de fleuret masculin par équipes lors des Jeux olympiques de 2020 à Tokyo ; l'équipe japonaise échoue au pied du podium.
En 2024, il remporte la médaille de bronze par équipe aux Championnats d'Asie avec Kazuki Iimura, Kyōsuke Matsuyama et Takahiro Shikine. En juillet, il est de nouveau remplaçant aux Jeux olympiques de 2024 à Paris dans le tournoi de fleuret masculin par équipes ; il participe à la finale dans le quatrième bout en remplaçant Takahiro Shikine et partage avec l'équipe le titre olympique.